# 格兰特-瓦尔卡里亚
格兰特-瓦尔卡里亚（英語：Grant-Valkaria），是美国佛罗里达州布里瓦德縣下属的一座城镇。建立于2006年。面积约为2.7平方公里（约合1平方英里）。根据2010年美国人口普查，该市有人口3,850人。论人口在本州排行第233。

## 外部連結
- 官方网站